# Schloss Vornbach

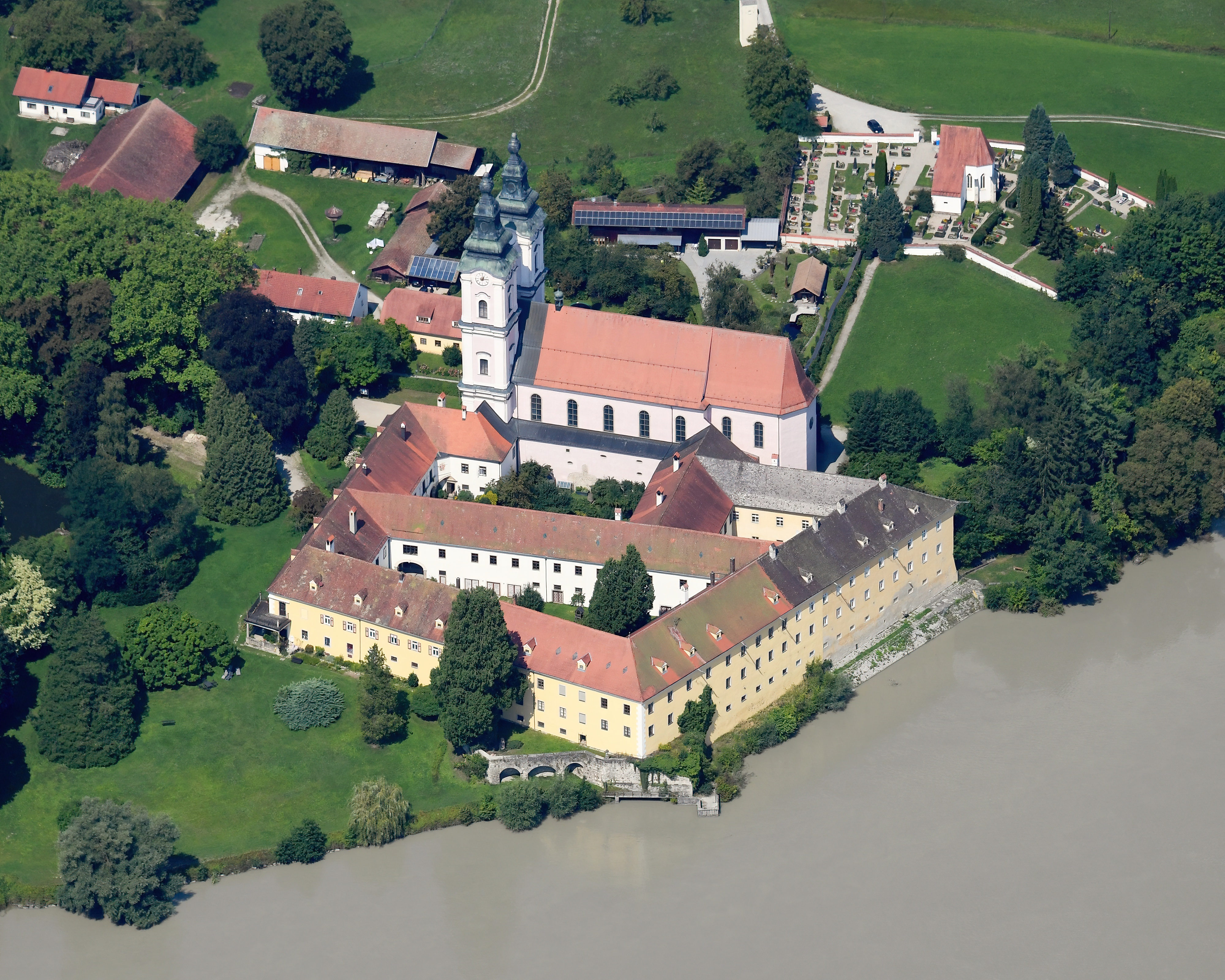
Luftbild des Schlosses Vornbach

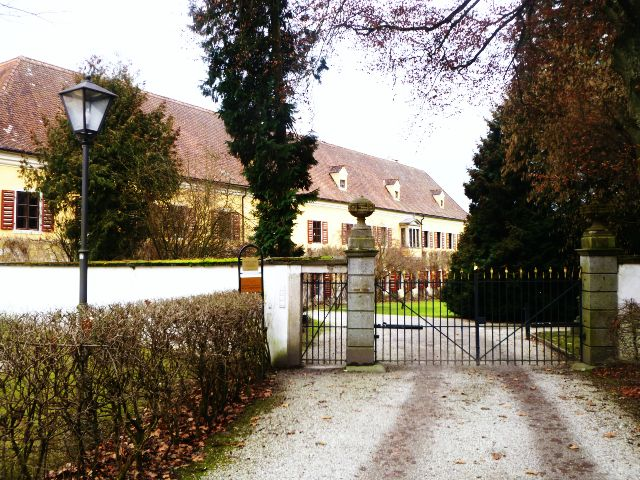
Schloss Vornbach heute

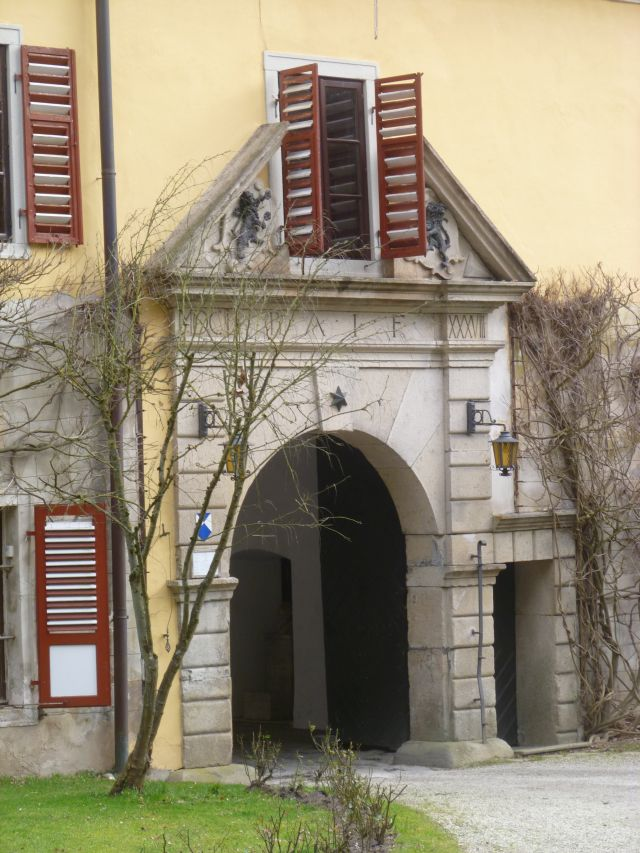
Schloss Vornbach: Eingangsportal

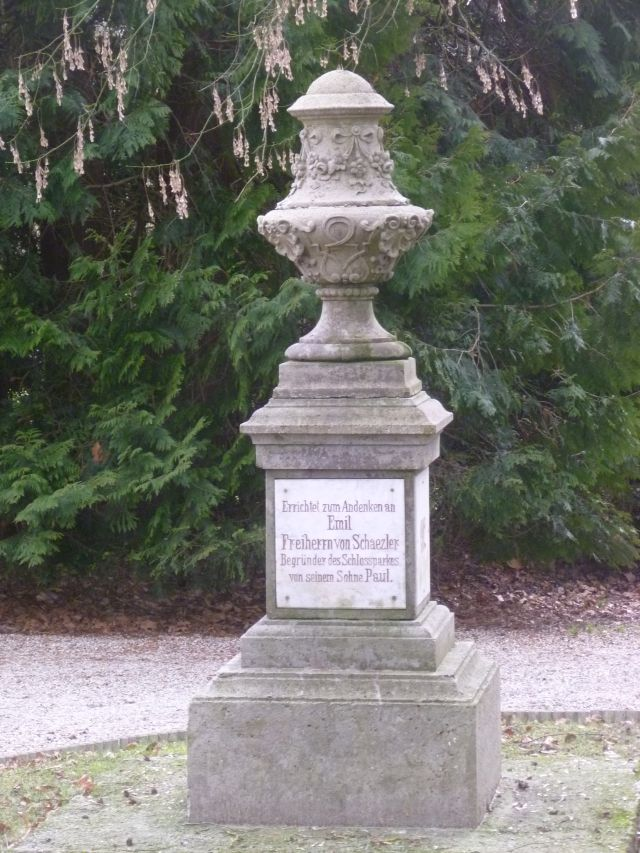
Schloss Vornbach: Gedenksäule für Emil Freiherrn von Schaezler

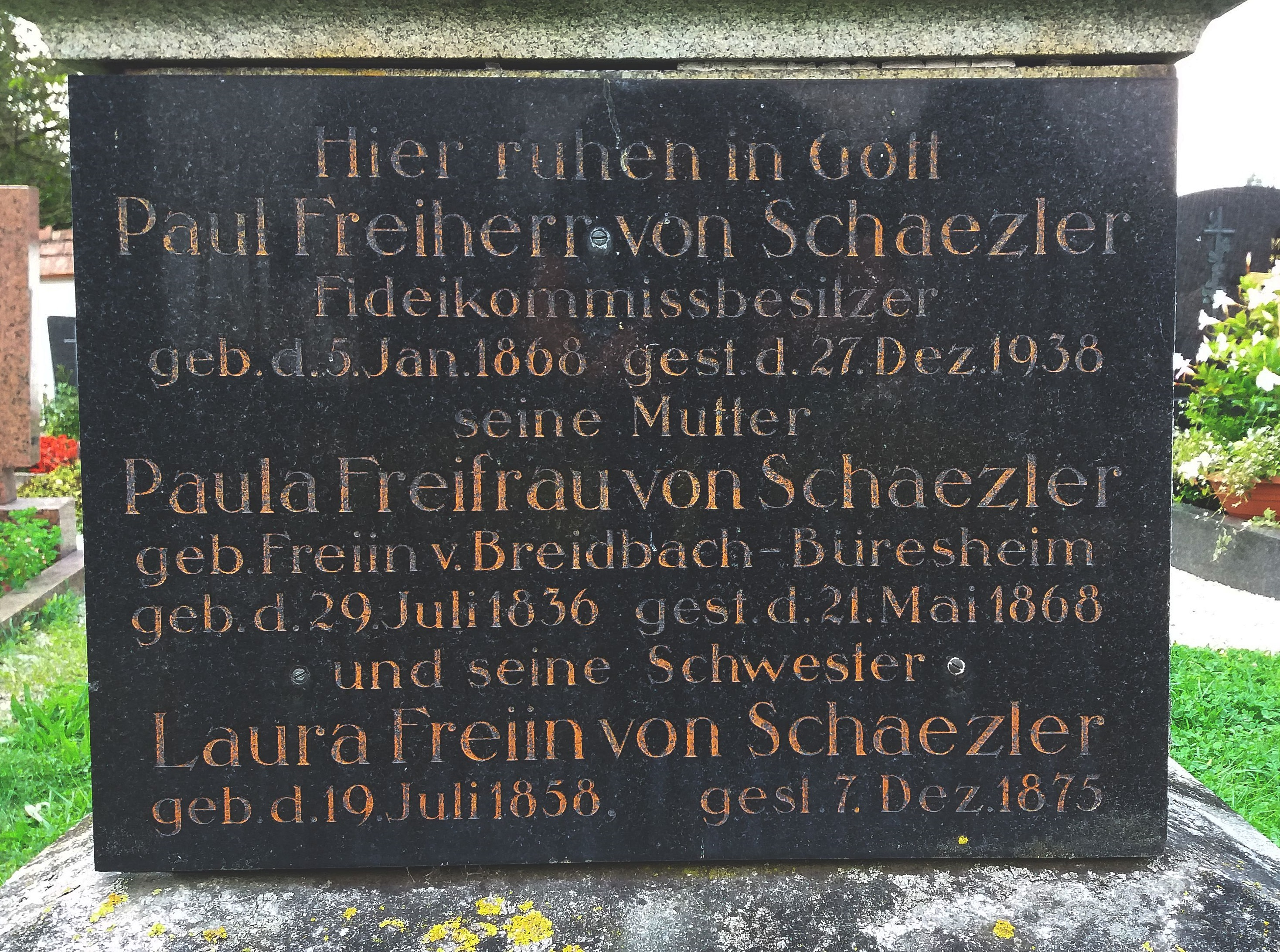
Friedhof Vornbach: Grabdenkmal für Paul Freiherrn von Schaezler (Detail)

Das Schloss Vornbach liegt am Inn im gleichnamigen Ortsteil der Gemeinde Neuhaus am Inn im niederbayerischen Landkreis Passau. Es befindet sich in den ehemaligen Konventsgebäuden des Benediktinerklosters Vornbach.

## Geschichte
Die 1094 gegründete Benediktinerabtei Vornbach wurde 1803 im Zuge der Säkularisation in Bayern aufgelöst und ihr Besitz vom Staat eingezogen. Die  Klosterkirche wurde ab 1806 als Pfarrkirche von Vornbach weitergenutzt, der nordöstliche Hof als Pfarrhof.
Die übrigen Gebäude und den verbliebenen Grundbesitz des ehemaligen Klosters Vornbach von 120 ha, das sogenannte Schlossgut, erwarb Franz X. Bachmaier, über den sie schließlich an seinen Schwiegersohn Eduard  Freiherrn von Andrian-Werburg kamen. Von Baron Andrian-Werburg  ging der Besitz an Graf von Joner auf Tettenweis über, der ihn mit Wirkung zum 30. September 1857 an Emil Freiherrn von Schaezler veräußerte. In der Folge wurden die ehemaligen Klostergebäude zu einem repräsentativen Schloss umgestaltet.
Emil Freiherr von Schaezler ließ die Zimmer des Schlosses nach dem Renaissance-Hofstil herrichten und stattete die Salons mit Rüstzeug und Bildern neu aus. Eine Säule beim Eingang zum Park erinnert an ihn. Unter Schaezler legte Carl von Effner 1859 auch den sehenswerten Park von Schloss Vornbach mit Felsengrotte und Weiher an.
1939 erwarb Dr. Carl Ludwig Duisberg das Schlossgut von den Erben des am 27. Dezember 1938 verstorbenen Paul Freiherrn von Schaezler und machte es zum Ort von Theateraufführungen. Paul Freiherr von Schaezler hatte sich als Fluchthelfer für österreichische Nationalsozialisten (siehe Österreichische Legion) einen zweifelhaften Ruf erworben, u. a. bei der Flucht Richard Bernascheks über die gegenüber von Schloss Vornbach gelegene Fergeninsel. Schaezler und seine Familie sind auf dem Vornbacher Friedhof begraben. Im Zweiten Weltkrieg diente das Schloss ab 1944 als Lazarett.
1949 wurde Dr. Hans Hahn neuer Besitzer von Schloss Vornbach, ihm folgte Gustav Adolf Hahn nach, dem die Anlage bis 2011 gehörte.

## Gegenwart

### Besitzverhältnisse
Bis heute gehört das  nahe der Vornbacher Enge liegende Schloss der Familie Hahn-Schindlmaißer. Der Ostflügel ist im Besitz des Malers Arnulf Rainer. Zudem ist eine Reihe weiterer Mieter in Schloss Vornbach zu finden. Die Anlage dient auch als Veranstaltungs- und Ausstellungsort.
Schloss und Park sind nicht öffentlich zugänglich. Es ist aber möglich, Führungen zu vereinbaren.

### Veranstaltungsort
Das Vornbacher Schlossparkfest wurde als Familienfest zum dritten Mal im Juli 2011 von der Vornbacher Freiwilligen Feuerwehr veranstaltet, dabei ist der sonst nicht öffentlich zugängliche Schlosspark für Besucher geöffnet. Auch die „Lesung im Schloss“ des Kulturreferats im Landkreis in der Weihnachtszeit ist in der Zwischenzeit eine bekannte kulturelle Veranstaltung.

### Künstlerateliers
Im Schloss hat bzw. hatte eine Reihe von Künstlern ihr Atelier. So unterhielt Leopold Hafner von 1959 bis 1967 im alten Sudraum des Schlosses Vornbach sein Atelier. Fritz Klier zog 2006 in das Schloss und richtete ein Atelier mit Radierwerkstätte im Hofrichterhaus ein; bereits 1999 hatte er im Schloss die Ausstellung „Augenblick, Herr Goethe!“ im Rahmen der Europäischen Wochen veranstaltet. Auch der österreichische Künstler Arnulf Rainer lebte und arbeitete auf Schloss Vornbach. Die lokal bekannte Bildhauerin Hilde Seyboth ist in Vornbach geboren und stellte 1996 im Rahmen der Europäischen Wochen Passau auf Schloss Vornbach aus. Tonie Meilhamer hat 1997 ebenfalls bei den Europäischen Wochen Passau auf Schloss Vornbach die Ausstellung „ROMANTIK“ durchgeführt, die bereits verstorbene Ika Büger veranstaltete 1986 auf dem Schloss eine Sommerakademie. Madeleine Heublein hatte 2000 hier ihre Ausstellung „Mnemosyne“. Weitere Ausstellungen wurden von den Künstlerinnen Hetty Krist 1969, Antje Wichtrey (* 1966) 1997 und Annette Lucks 2000 gestaltet.

## Denkmalschutz

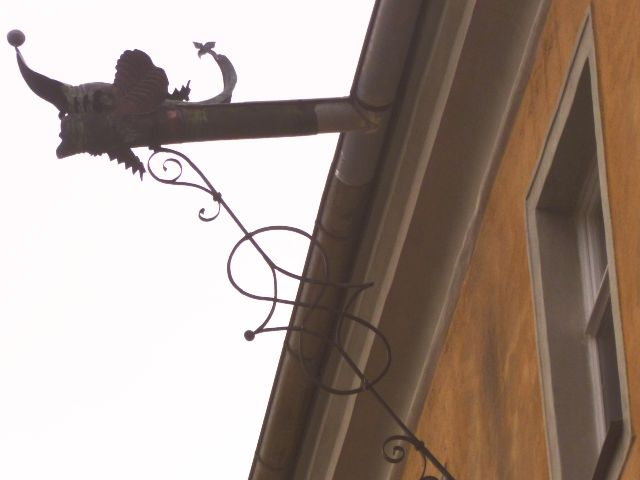
Schloss Vornbach: Wasserspeier auf der Innseite

Die Anlage des Schlosses und ehemaligen Klosters Vornbach wird als denkmalgeschütztes Baudenkmal unter der Aktennummer D-2-75-134-31 geführt. Ebenso wird sie als Bodendenkmal im Bayernatlas unter der Aktennummer D-2-7546-0115 und der Beschreibung „untertägige mittelalterliche und neuzeitliche Befunde im Bereich des Schlosses Vornbach, zuvor mittelalterliche Burg, anschließend Kloster mit der Pfarrkirche Maria Himmelfahrt, darunter die Spuren von Vorgängerbauten bzw. älteren Bauphasen“ genannt.